# (5792) Unstrut
(5792) Unstrut est un astéroïde de la ceinture principale.

## Description
(5792) Unstrut est un astéroïde de la ceinture principale. Il fut découvert le 18 janvier 1964 à Tautenburg par Freimut Börngen. Il présente une orbite caractérisée par un demi-grand axe de 2,41 UA, une excentricité de 0,20 et une inclinaison de 6,3° par rapport à l'écliptique.

## Compléments